# Paul Raven

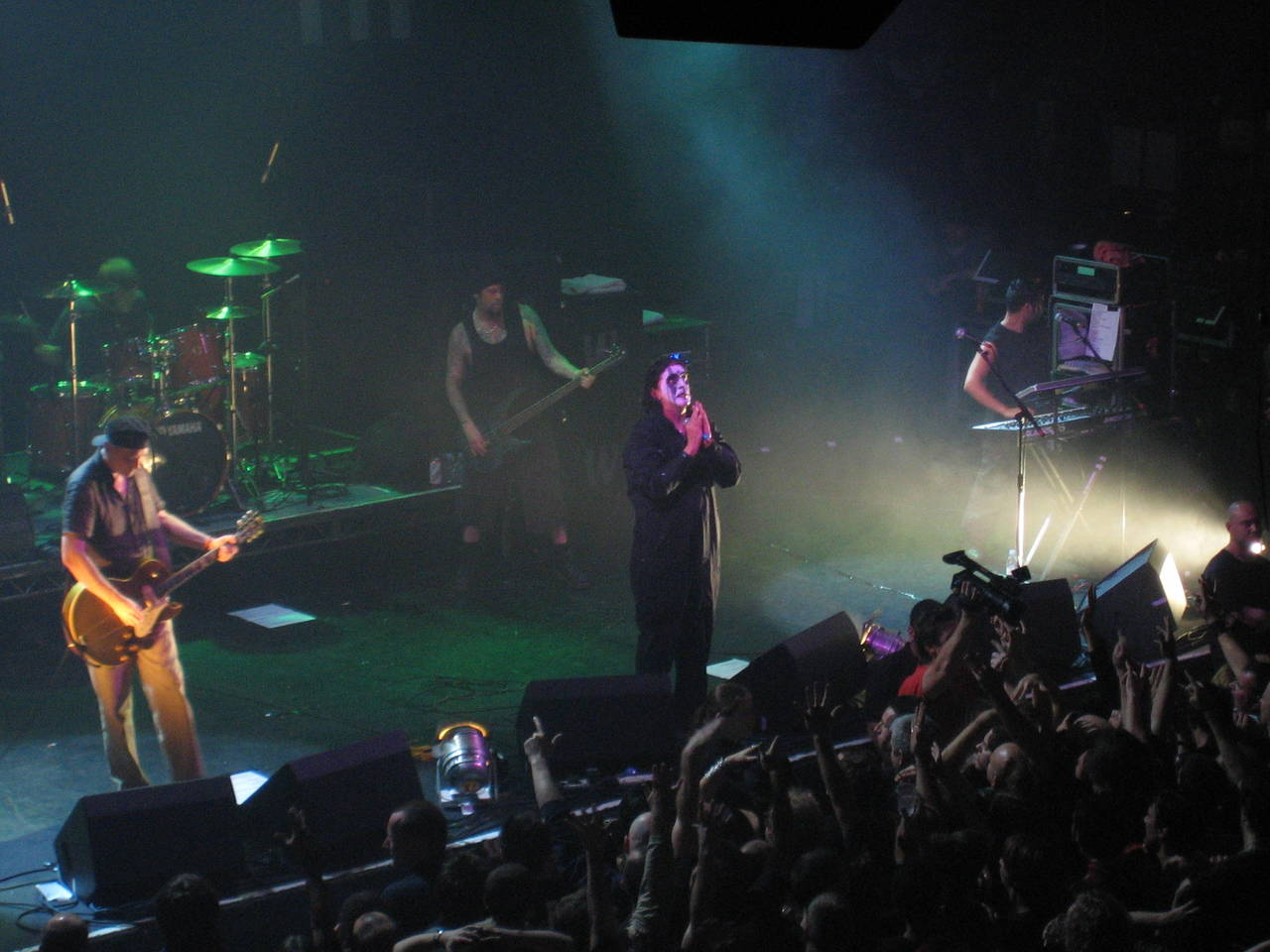
Killing Joke (2005)

Paul Vincent Raven (* 16. Januar 1961 in Wolverhampton; † 20. Oktober 2007 in Frankreich) war ein britischer Bassist. Bekannt wurde er durch seine Arbeit mit Killing Joke und Ministry.

## Werdegang
Raven begann 1979 bei den Neon Hearts und spielte dann bei der Band Kitsch. Nachdem der Bassist Martin „Youth“ Glover die Band Killing Joke im Jahr 1983 nach Streit mit dem Sänger Jaz Coleman verlassen hatte und sein Vertreter Guy Pratt sich nicht durchsetzen konnte, stieg Raven bei Killing Joke ein und war bei der Entstehung des Albums Fire Dances dabei. Raven war besonders für den Basslauf von Eighties (1984) verantwortlich, der 1992 von Nirvana für Come as You Are fast genauso übernommen wurde, was zu einer Auseinandersetzung zwischen den Bands führte. Den Basslauf soll er nach einem Riff aus Life Goes On von The Damned (1982) gestaltet haben. Raven blieb acht Jahre bei Killing Joke und besorgte 1985 auch das Bass-Riff für den Platz-16-Hit Love Like Blood. Insgesamt wirkte er in diesen Jahren an fünf Alben der Gruppe mit. Das 1985er-Album Night Time erreichte mit dem elften Platz die beste Platzierung in den UK-Charts.
Nach seinem Ausstieg bei Killing Joke im Jahr 1990 war Raven bei Murder Inc. (1991–1992), kurz bei Pigface (1992) und wechselte dann zu Prong, wo er an zwei Alben mitwirkte (1993–1996), bevor er bei Zilch (1996–1998) mitwirkte. Weiterhin arbeitete er als Musikproduzent. Später spielte er bei Godflesh (2002) und Society 1 (2003), bevor er 2003 wieder bei Killing Joke einstieg und an zwei neuen Alben der Band mitwirkte. Danach wechselte er nach Chicago und schloss sich dort der Band Ministry an und spielte mit ihnen ihr Studioalbum The Last Sucker ein. 2006 wurde er für seine Arbeit mit Ministry für einen Grammy in der Kategorie „Beste Metal Performance“ nominiert. 2007 wirkte er in Genf an Aufnahmen der französischen Industrial-Band Treponem Pal mit.
Raven starb am 20. Oktober 2007 an einem Herzinfarkt. 2009 erschien das Album Holy City Zoo der Projekt-Band Mob Research, an dessen Entstehung Raven beteiligt war.